# Kostadinka Kuneva
Konstantina 'Kostadinka' Kuneva (Silistra, 28 settembre 1964) è una politica e sindacalista greca, esponente di SYRIZA ed eurodeputata dal 2014.

## Biografia
Laureata in Storia all'Università di Veliko Tărnovo, Kostadinka Kouneva lavorava come addetta alle pulizie per l'azienda Oikomet (che fornisce servizi di ISAP, tra gli altri clienti, attraverso l'outsourcing). È stata aggredita con acido solforico (vetriolo) il 22 dicembre 2008, rimanendo cieca, evento che ha suscitato le proteste e scontri con la polizia greca nel corso dei disordini in Grecia nel 2008.
L'attacco è stato descritto come il più grave assalto a un sindacalista in Grecia in 50 anni
Eletta al Parlamento europeo nelle file di SYRIZA nelle elezioni del Parlamento europeo del 25 maggio 2014.